# Tytroca margarita
Tytroca margarita là một loài bướm đêm trong họ Erebidae.